# アラカベサン島

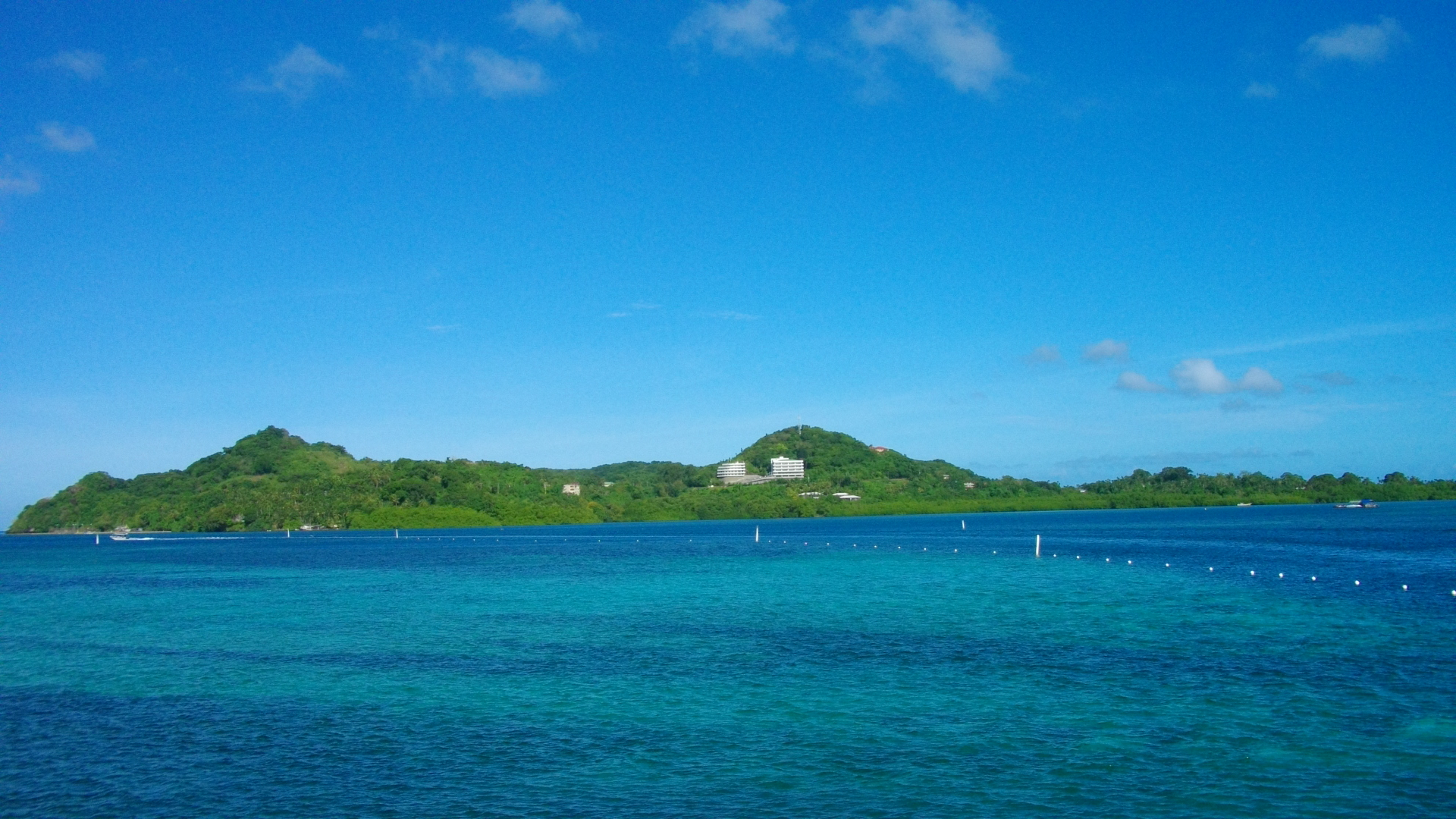
アラカベサン島全景

アラカベサン島（アラカベサンとう、Ngerekebesang Island）は、パラオ共和国コロール州に属する島の1つ。

## 概要
マルキョク州の州都マルキョクに遷都するまでは、この島に大統領府があった。コロール中心部から離れており、パラオ・パシフィック・リゾートなどリゾート志向のホテルが多く点在する。日本大使館もこの島にある。
この島には、アラカベサン（Ngerekebesang）、ミューンス（Meyuns）、エイアン（Echang）の3つの集落がある。エイアン集落の住民は、パラオ南西諸島（ソンソロール州、ハトホベイ州）の出身者で、自然災害がきっかけで移住した人たちである。ミューンス集落には、ベラウ国立病院というパラオ最大の病院がある。
アラカベサン島とコロール島の間には陸橋で接続されている。この陸橋は日本統治時代に建設され、今でも改修しながら使用されている。